# Rabštejn
Rabštejn este o arie protejată (arie specială de conservare — SAC, sit de importanță comunitară — SCI) din Republica Cehă întinsă pe o suprafață de 702,08 ha, integral pe uscat.

## Localizare
Centrul sitului Rabštejn este situat la coordonatele 49°57′14″N 17°09′18″E / 49.953889°N 17.155°E.

## Înființare
Situl Rabštejn a fost declarat sit de importanță comunitară în aprilie 2005 pentru a proteja 1 specie de plante. Situl a fost protejat și ca arie specială de conservare în iulie 2012.

## Biodiversitate
Situată în ecoregiunea continentală, aria protejată conține 3 habitate naturale: Păduri de fag Luzulo-Fagetum, Păduri de fag Asperulo-Fagetum, Păduri pe pante, grohotișuri și ravene de Tilio-Acerion.
La baza desemnării sitului se află o specie protejată de  plante: Buxbaumia viridis.